# Lasioglossum kampalense
Lasioglossum kampalense är en biart som först beskrevs av Cockerell 1945.  Lasioglossum kampalense ingår i släktet smalbin, och familjen vägbin. Inga underarter finns listade i Catalogue of Life.